# フレドリック・ブラウン
フレドリック・ウィリアム・ブラウン（Fredric William Brown、1906年10月29日 - 1972年3月11日）は、アメリカ合衆国オハイオ州シンシナティ生まれの小説家、SF作家、推理作家。フレデリック・ブラウンとも呼ばれるが、本人は好まなかった。
ユーモアあふれるショートショート作品で知られており、巧妙なプロットと驚くような結末が特徴である。ユーモアやポストモダン的作風は長編にも現れている。

## 作品
SF長編は5作のみと寡作家だが、SF黄金時代を代表する創作者の一人に数えられている。短編（ショートショート）作品において高名であり、ロバート・シェクリイと並び称される。「ミミズ天使」「狂った星座」「星ねずみ」「闘技場」など多数の作品がある。短編はユーモラスなものが多い。
SF長編では『発狂した宇宙』と『火星人ゴーホーム』が有名。この2作は短編同様にユーモア要素が強いが、それ以外の長編は『天の光はすべて星』を初めとして寧ろシリアスである。
SF長編の『発狂した宇宙』(1949年) は当時のスペース・オペラによく見られる設定のパロディである。この小説はSFというジャンルへの批評であると同時に優れたSFの一例にもなっている。フィリップ・K・ディックは後にこれをモデルとして、独自の現実と虚構が交錯する小説『虚空の眼』を生み出した。『火星人ゴーホーム』(1955年) は、突然世界中に数十億人の不死身の火星人が現れ、世界征服するでもなく人間の弱さを笑いものにして皮肉るという話である。
『天の光はすべて星』(1952年) は、宇宙開発計画が議会によって予算削減された状況で、何とかして宇宙開発を元の「軌道」に戻そうと奮闘する老宇宙飛行士の話である。
最も有名な短編として、地球人の一兵士とエイリアンの一兵士が、神を思わせる超絶的な力を持つ存在の手によって、種族の命運を賭けた一対一の決闘を強要される「闘技場」（『スポンサーから一言』に収録）がある。これは『宇宙大作戦』のエピソード「怪獣ゴーンとの対決」の原案になっている。また、『アウター・リミッツ 』の「宇宙の決闘」、『スペース1999』の「植物惑星ルートンの恐怖」、藤子・F・不二雄の『ひとりぼっちの宇宙戦争』といったエピソードもこの作品が基になっている。
ミステリーの処女長編『シカゴ・ブルース』はアメリカ探偵作家クラブ（MWA）最優秀処女長編賞を受賞した。この作品から始まった《エド・ハンター》シリーズは、ある若者が探偵として成長していく様を描いている。『不思議な国の殺人』は田舎の新聞記者が経験する奇妙で大変な1日をユーモラスに描いたものである。
ブラウンのSFや推理小説は、最終的にはまともな説明がつくが、その前に超自然的またはオカルト的な脅威が登場することがある。というより、主人公が不条理な超自然的またはオカルト的な脅威に翻弄されている最中の心理描写と悪戦苦闘ぶりこそがブラウン作品の本領であり、合理的結末は単なる付け足しでしかない。
他の評価の高い推理小説として、1958年にアニタ・エクバーグ主演で映画化された『通り魔』、コーネル・ウールリッチを思わせるタッチのサスペンス小説『遠い悲鳴』、実験的に複数人物の一人称視点を導入してアリゾナ州におけるアングロサクソン系とラテン系の人種的確執まで描いた『やさしい死神』などがある。
『手斧が首を切りにきた』も実験的作品で、ラジオの台本、脚本、スポーツ実況、テレビドラマ、演劇、新聞記事などを織り交ぜて物語を構成している。
また、ブラウンはサタンとその地獄での活動を描いた短編をいくつか書いている。
彼のSF短編の多くは1000語以内であり、500語以内ということも珍しくない。
ブラウン作品の多くはノンシリーズのそれだけで完結する作品だが、シリーズキャラクターとしてSFでは星ねずみミッキーくん、ミステリではシカゴの私立探偵エド・ハンター（長編以外に3短編）のほか、短編のみ登場する凄腕の保険外交員ヘンリー・スミス氏がいる。

## 評価と影響
短編「闘技場」はアメリカSFファンタジー作家協会の行った投票で、1965年以前のベストSF20編に選ばれた。短編「電獣ヴァヴェリ」についてフィリップ・K・ディックは「これまでに生み出された最も重要なSFかもしれない」と評した。短編「ノック」は冒頭の2文だけで完全なショートショートになっているということでよく知られている。
アイン・ランドは著書 The Romantic Manifesto の中でブラウンを高く評価している。ミッキー・スピレインはブラウンを最も好きな作家だとしている。ニール・ゲイマンもブラウン作品を愛しており、自身が原作を書いているコミック『サンドマン』の一節で登場人物がブラウンの『手斧が首を切りにきた』を読んでいるシーンを描いている。
日本のSF作家では、星新一や筒井康隆が自著でブラウンの作品の影響を述べており、星は『さあ、気ちがいになりなさい』（早川書房 異色作家短篇集）及び『フレドリック・ブラウン傑作集』(サンリオSF文庫) の邦訳を務めた。また、小林信彦はその評論『小説世界のロビンソン』において『火星人ゴーホーム』を「ギャグの連続のみで構成された長編小説」として絶賛している。
数多くの短編小説がテレビドラマの原作として採用されている。主に『ヒッチコック劇場』『ボリス・カーロフのスリラー』『フロム・ザ・ダークサイド』といった、サスペンス、ホラー、ファンタジーを専門とした人気テレビ番組において、ブラウンの短編小説が映像化された。中でも前述のように、短編「闘技場」が『スタートレック』におけるエピソード「怪獣ゴーンとの対決」(1967年)の原案として採用されたことがよく知られている。
短編に比べると長編小説の映像化は多くはないが、『通り魔』を原作としたアニタ・エクバーグ主演の長編映画"Screaming Mimi" (1958年)は、アルフレッド・ヒッチコック監督の『サイコ』(1960年)に先駆けて異常心理を扱ったスリラー映画の傑作として高く評価されている。また、『通り魔』のアイディアとプロットはジャーロ映画の巨匠ダリオ・アルジェント監督のデビュー作となった『歓びの毒牙』(1969年)に大きな影響を与えた。映画以外では日本のテレビドラマにおいて、ブラウンの長編ミステリ小説をドラマ化した『霧の壁』(1970年)や『殺人大百科　手作りの棺』(1973年。原作は『殺人プロット』)が製作されて話題となった。ミステリー以外の長編小説では、SF分野におけるブラウンの代表作といえる『火星人ゴーホーム』も1989年に映画化されている（『火星人ゴーホーム!』）が、この映画の評判はさほど芳しくない。
2012年に、第12回コードウェイナー・スミス再発見賞を贈られた。

## 作品リスト

### SF

#### 長編
- 『発狂した宇宙』 (What Mad Universe(1949)、元々社、最新科学小説全集）、のちハヤカワSFシリーズ、のちハヤカワ文庫SF
- 『天の光はすべて星』（別題：星に憑かれた男、The Lights in the Sky Are Stars(1953)、ハヤカワ文庫SF）
- 『火星人ゴーホーム』(Martians, Go Home(1955)、ハヤカワ・ファンタジイ）、のちハヤカワ文庫SF
  - 1989年、アメリカにて『火星人ゴーホーム!』というタイトルで映画化されている（日本ではビデオレンタルのみ）。
- 『宇宙の一匹狼』 (Rogue in Space(1957)、創元SF文庫）
- 『73光年の妖怪』 (The Mind Thing(1961)、創元SF文庫）

#### 短編集
- 『宇宙をぼくの手の上に』（別題: わが手の宇宙、Space on My Hands、創元SF文庫） ISBN 978-4488605056
- 『天使と宇宙船』 (Angels and Spaceships、創元SF文庫） ISBN 978-4488605025
- 『スポンサーから一言』 (Honeymoon in Hell、創元SF文庫） ISBN 978-4488605049
- 『未来世界から来た男 - SFと悪夢の短編集』 (Nightmares and Geezenstacks、創元SF文庫） ISBN 978-4488605018
- 『さあ、気ちがいになりなさい』 (Come and Go Mad、早川書房、異色作家短篇集） ISBN 978-4152086754
- 『フレドリック・ブラウン傑作集』 (The Best of Fredric Brown、サンリオSF文庫）
- 「フレドリック・ブラウンSF短編全集」全4巻（From These Ashes: The Complete Short SF of Fredric Brown、東京創元社） 
  - 『星ねずみ』
  - 『すべての善きベムが』
  - 『最後の火星人』
  - 『最初のタイムマシン』

#### 短編集未収録
- Mitkey Rides Again (1950) 「星ねずみの冒険」

#### 子供向け
- 『ミッキーの宇宙旅行』（別題: ミッキーくんの宇宙旅行、Mitkey Astromouse）

短編「星ねずみ」を基にした絵本

#### アンソロジー
- 『SFカーニバル』 (Science-Fiction Carnival、マック・レナルズと共編、創元SF文庫）

### 推理

#### 私立探偵エド・ハンター シリーズ
- 『シカゴ・ブルース』（The Fabulous Clipjoint、創元推理文庫）1971、のち新訳 2020

MWA最優秀処女長編賞(初期にはアメリカ推理作家協会賞受賞と表記)
- 『三人のこびと』（The Dead Ringer、創元推理文庫） 1962
- 『月夜の狼』（The Bloody Moonlight、創元推理文庫） 1965
- 『アンブローズ蒐集家』（Compliments of a Fiend、論創海外ミステリ） 2015
- 『死にいたる火星人の扉』（Death Has Many Doors、創元推理文庫） 1960
- 『消された男』（The Late Lamented、創元推理文庫） 1965
- 『パパが殺される!』（Mrs. Murphy's Underpants、創元推理文庫） 1968

#### その他の長編
- 『3、1、2とノックせよ』（Knock Three-One-Two、創元推理文庫） 1960
- 『霧の壁』（We All Killed Grandma、創元推理文庫） 1960
- 『やさしい死神』（The Lenient Beast、創元推理文庫） 1961
- 「B・ガール」（The Wench Is Dead、東京創元社、世界名作推理小説大系24『九時間目 / B・ガール』） 1961

「九時間目」はベン・ベンスン
- 『通り魔』（The Screaming Mimi、創元推理文庫） 1963

複数の映画化作品あり。
- 『現金を捜せ!』（Madball、創元推理文庫） 1963
- 『交換殺人』（The Murderers、創元推理文庫） 1963
- 『遠い悲鳴』（The Far Cry、早川書房、ハヤカワポケットミステリ） 1965
- 『モーテルの女』（One for the Road、創元推理文庫） 1967
- 『悪夢の五日間』（The Five Day Nightmare、創元推理文庫） 1967
- 『彼の名は死』（His Name Was Death、創元推理文庫） 1970
- 『殺人プロット』（Murder Can Be Fun (A Plot for Murder)、創元推理文庫） 1971
- 『手斧が首を切りにきた』（Here Comes a Candle、創元推理文庫） 1973
- 『不思議な国の殺人』（Night of the Jabberwock、創元推理文庫） 1974
- 『ディープエンド』（The Deep End、論創社、論創海外ミステリ） 2017

#### 短編集
- 『まっ白な嘘』（Mostly Murder、創元推理文庫） 1962、のち新訳 2020 ISBN 978-4-488-14623-8
- 『不吉なことは何も』（旧訳題『復讐の女神』(1964)、The Shaggy Dog and Other Murders、創元推理文庫） 2021 - スミス氏もの二編含む。
- 「Fredric Brown in the Detective Pulps」 (全19冊)
  1. 『Homicide Sanitarium』(1984)
  2. 『Before She Kills』(1984)
  3. 『Madman's Holiday』(1985)
  4. 『The Case of the Dancing Sandwiches』(1985)
  5. 『The Freak Show Murders』(1985)
  6. 『Thirty Corpses Every Thursday』(1986)
  7. 『Pardon My Ghoulish Laughter』(1986)
  8. 『Red Is the Hue of Hell』(1986)
  9. 『Brother Monster』(1986)
  10. 『Sex Life on the Planet Mars』(1986)
  11. 『Nightmare in Darkness』(1987)
  12. 『Who Was That Blonde I Saw You Kill Last Night?』(1988)
  13. 『Three-Corpse Parlay』(1988)
  14. 『Selling Death Short』(1988)
  15. 『Whispering Death』(1989)
  16. 『Happy Ending』(1990)
  17. 『The Water-Walker』(1990)
  18. 『The Gibbering Night』(1991)
  19. 『The Pickled Punks』(1991)

#### 未収録短編
いずれも『復讐の女神』に未収録の保険外交員ヘンリー・スミス氏もの。
- The Incredible Bomber (1942)
- A Change for the Hearse (1943)
- Death Insurance Payment (1943)
- Mr. Smith Kicks the Bucket (1944)
- Mr. Smith Protects s Client (1946) 「スミス氏、顧客を守る」[3]

## 映像化作品

### 映画
- 『死を呼ぶ名画』 Crack-Up (1946年 アメリカ)

監督：アーヴィング・ライス
出演：パット・オブライエン、クレア・トレヴァー、ハーバート・マーシャル、ウォーレス・フォード
- 原作："Madman's Holiday"

- "Screaming Mimi" (1958年 アメリカ)

監督：ガード・オズワルド
出演：アニタ・エクバーグ、フィリップ・キャリー、ジプシー・ローズ・リー
- 原作：『通り魔』

- 『歓びの毒牙』 L'uccello dalle piume di cristallo (1969年 イタリア)

監督・脚本：ダリオ・アルジェント
音楽：エンニオ・モリコーネ
撮影：ヴィットリオ・ストラーロ
出演：トニー・ムサンテ、スージー・ケンドール、エンリコ・マリア・サレルノ
- 『通り魔』のアイディアとプロットを下敷きにしながらオリジナルの脚色を加えた作品。

- "L'Ibis rouge" (1975年 フランス)

監督：ジャン＝ピエール・モッキー
出演：ミシェル・シモン、ミシェル・セロー、ミシェル・ガラブリュ、ジャン・ル・ポーラン
- 原作：『3、1、2とノックせよ』

- 『火星人ゴーホーム!』 (1989年 アメリカ)

監督：デヴィッド・オデル
出演：ランディ・クエイド、ロニー・コックス、マーガレット・コリン、アニタ・モリス
- "Vieille canaille" (1990年 フランス)

監督：ジェラール・ジュルデュイ
出演：ミシェル・セロー、アンナ・ガリエナ、ピエール・リシャール、カトリーヌ・フロ
- 原作：『彼の名は死』

- "La bête de miséricorde" (2001年 フランス)

監督：ジャン＝ピエール・モッキー
出演：ベルナール・メネズ、ジャッキー・ブロワイエ、パトリシア・バルツィック、ジャン＝ピエール・モッキー
- 原作：『やさしい死神』

### テレビドラマ
- ヒッチコック劇場 Alfred Hitchcock Presents
  - 『適役』　The Cream of the Jest (1957年)

出演：クロード・レインズ、ジェイムズ・グレゴリー、ポール・ピサーニ、ジョーン・バンクス
  - 『11時45分』 The Night the World Ended (1957年)

出演：ラッセル・コリンズ、ハロルド・J・ストーン、エディス・バレット、ロバート・ロス
  - 『危険な連中』 The Dangerous People (1957年)

出演：アルバート・サルミ、ロバート・H・ハリス、ケン・クラーク、ハリー・タイラー
  - 『惑星人テレビジャック』 Human Interest Story (1959年)

出演：スティーヴ・マックイーン、アーサー・ヒル、タイラー・マクヴェイ、ウィリアム・チャリー
  - 『私は殺される』 A True Account (1959年)

出演：ジェーン・グリア、ケント・スミス、ロバート・ウェッバー、ジョスリン・ブランド

- ボリス・カーロフのスリラー Thriller
  - 『3、1、2とノックせよ』 Knock Three-One-Two (1960年)

監督：ハーマン・ホフマン
出演：ジョー・マロス、ビヴァリー・ガーランド、チャールズ・エイドマン、ウォーレン・オーツ

- スタートレック Star Trek
  - 『怪獣ゴーンとの対決（英語版）』 Arena (1967年)

出演：ウィリアム・シャトナー、レナード・ニモイ、デフォレスト・ケリー、ジョージ・タケイ
- 原作『闘技場』

- 銀河テレビ小説(NHK総合)
  - 『霧の壁』(1970年)

出演：中山仁、北林早苗、勝部演之、加藤嘉、蜷川幸雄、伊藤友乃
- サスペンスシリーズ(毎日放送)
  - 『まっ白な嘘』(1973年)

出演：松原智恵子、関口宏、小山明子、多々良純
  - 『殺人大百科 手作りの棺』(1973年)

出演：浅丘ルリ子、津川雅彦、渡瀬恒彦、柴俊夫、南原宏治、桃井かおり
- 原作『殺人プロット』

- フロム・ザ・ダークサイド Tales from the Darkside
  - 『死霊の配達人』  The Geezenstacks (1985年)

監督：ビル・トラヴィス
出演：クレイグ・ワッソン、タンディ・クローニン、ラリー・パイン
- 金曜女のドラマスペシャル(フジテレビ)
  - 『妻が狙われるとき』(1987年)

出演：山本陽子、西岡徳馬、日高幹弘、藤伊万里
- 火曜サスペンス劇場(日本テレビ)
  - 『悪夢の五日間』(1990年)

出演：山城新伍、梅宮辰夫、萩尾みどり、沖直未